# نوعان (حبيش)

تعديل مصدري - تعديل

نوعان هي إحدى قرى عزلة الصدر بمديرية حبيش التابعة لمحافظة إب، بلغ تعداد سكانها 337 نسمة حسب تعداد اليمن لعام 2004.